# Hodges Bay
Hodges Bay – miejscowość w Antigui i Barbudzie na wyspie Antigua (Saint John). Populacja liczy 561 mieszkańców (2001)
Położone jest na północno-zachodnim wybrzeżu Antigua, w pobliżu stolicy Saint John’s